# Ferriperbøeite-(Ce)
La ferriperbøeite-(Ce) (simbolo IMA: Fpbø-Ce) è un raro minerale del supergruppo della gatelite all'interno del quale si trova nel "gruppo della gatelite"; appartiene alla famiglia dei silicati e alla sottofamiglia dei sorosilicati, e possiede composizione chimica (CaCe3)(Fe3+Al2Fe2+)(Si2O7)(SiO4)3O(OH)2.

## Etimologia e storia
La ferriperbøeite-(Ce) deve il proprio nome alla sua relazione con la perbøeite-(Ce) e al suo contenuto di ferro.

## Classificazione
Essendo stata approvata dall'Associazione Mineralogica Internazionale (IMA) nel 2017, la ferriperbøeite-(Ce) non è elencata nella classica nona edizione della sistematica dei minerali di Strunz, aggiornata dall'IMA fino al 2009.
La ferriperbøeite-(Ce) è presente nell'edizione successiva, proseguita dal database "mindat.org", nella quale il minerale è elencato nella classe "9. Silicati (germanati)" e nella sottoclasse "9.B Sorosilicati"; questa viene ulteriormente suddivisa in base alla coordinazione dei cationi presenti, in modo tale da trovare la ferriperbøeite-(Ce) nella sezione "9.BG Sorosilicati con gruppi misti SiO4 e Si2O7; cationi in coordinazione ottaedrica [6] e superiore", dove forma il sistema nº 9.BG.50 insieme a perbøeite-(La), perbøeite-(Ce), gatelite-(Ce) e ferriperbøeite-(La).
Anche nella Sistematica dei lapis (Lapis-Systematik) di Stefan Weiß la ferriperbøeite-(Ce) è elencata nella classe dei "silicati" e nella sottoclasse dei "sorosilicati"; qui si trova nella sezione dei "sorosilicati con gruppi misti SiO4 e Si2O7; cationi in coordinazione ottaedrica [6] e maggiore" dove forma il sistema nº VIII/C.23.

## Abito cristallino
La ferriperbøeite-(Ce) cristallizza nel sistema monoclino nel gruppo spaziale P21/m (gruppo nº 11) con i parametri reticolari a = 8,9320(4) Å, b = 5,7280(3) Å, c = 17,5549(9) Å e β = 116,030(4)° oltre ad avere 2 unità di formula per cella unitaria.

## Origine e giacitura
La ferriperbøeite-(Ce) è stata trovata in aggregati cristallini, nei quali sostituisce ampiamente la cerite-(Ce), in un giacimento di skarn ferro-rame-REE; la paragenesi è con barite, biraite-(Ce), analogo del magnesio della biraite-(Ce), calcite, cerite-(Ce), dolomite, ferriallanite-(Ce), monazite-(Ce), törnebohmite-(Ce) e winchite.
La ferriperbøeite-(Ce) è piuttosto rara ed è stata trovata solo nella sua località tipo, il deposito di "Nya Bastnäs" (59.84577°N 15.5864°E) a Riddarhyttan (nella contea di Västmanland, Svezia); sempre in Svezia il minerale è stato rinvenuto anche nelle miniere di Rödberg nei pressi di Nora (contea di Örebro); nella miniera di ferro e terre rare di "Biraya" (oblast' di Irkutsk) e presso Kyshtym (oblast' di Čeljabinsk) (entrambi in Russia); nel distretto minerario di "Mineral Point" nella contea di Ravalli (nel Montana, Stati Uniti).

## Forma in cui si presenta in natura
La ferriperbøeite-(Ce) forma cristalli prismatici allungati lungo [010], di dimensioni fino a 500 μm. Il minerale è traslucido con lucentezza vitrea; il colore è nero-brunastro e quello del suo striscio è marrone.

## Proprietà ottiche
La ferriperbøeite-(Ce) mostra un forte pleocroismo con colori che vanno dal verde, passando per l'arancione-marrone, fino ai colori rosso intenso.